# Gwendolyn Rutten
Pour les articles homonymes, voir Rutten.
Gwendolyn Angeline Albert Maria Rutten, née le 26 juin 1975 à Hasselt, est une femme politique belge, membre du parti politique libéral flamand Open Vld.
Elle est candidate à la présidence de l'Open Vld en octobre 2009 avec 27,9 % des voix, battue par Alexander De Croo (35,7 %). Elle est élue en décembre 2012 à la tête du parti.

## Carrière professionnelle
Gwendolyn Rutten étudie le droit et la politique internationale à la KU Leuven. Elle est collaboratrice du cabinet de l'ex-président du VLD Karel De Gucht. Ensuite, elle travaille en tant que responsable presse pour le protecteur des données européen (EDPS). De 2005 à 2009, elle est cheffe de cabinet Politique générale de la vice-ministre-présidente flamande Fientje Moerman, ensuite du ministre du budget et des finances Dirk Van Mechelen. Depuis 2007, elle est conseillère communale à Aarschot. Rutten est membre du CA de la Fondation Roi Baudouin. En 2010, elle est élue députée fédérale puis en 2014 députée flamande.
Elle participe à la réunion du Groupe Bilderberg de 2017,.
Le 22 octobre 2023, après l’annonce de la désignation de Paul Van Tigchelt au poste de ministre de la Justice, elle indique : « il est apparu clairement que la direction actuelle du parti ne voyait plus de rôle significatif pour moi » et décide donc de quitter la politique nationale. 
Le 7 novembre 2023, à la suite de la démission de Bart Somers, Gwendolyn Rutten reprend son poste de ministre des Affaires intérieures, de l’Administration, de l’Intégration et de l’Égalité des chances de au sein du gouvernement flamand Jambon. 

## Élections
- Élections législatives fédérales belges de 2007 : 1re suppléante (Chambre) (Louvain) - 5.994 voix de préférence
- Élections européennes de 2009 en Belgique : 2e suppléante : 16.118 voix de préférence
- Élections législatives fédérales belges de 2010 : tête de liste à la Chambre (Louvain)

## Décoration
- Grand officier de l'ordre de Léopold (2024)[5].